# 信田村
信田村（のぶたむら）は長野県更級郡にあった村。現在の長野市信更地区の南部にあたる。

## 地理
- 山：高雄山、虚空蔵山、篠山
- 川：聖川

## 歴史
- 1889年（明治22年）4月1日 - 町村制の施行により、田ノ口村・赤田村・灰原村・氷ノ田村・高野村・田沢村の区域をもって発足。
- 1956年（昭和31年）6月1日 - 更府村と合併して信更村が発足。同日信田村廃止。

## 出身著名人
- 小林暢（銀行家、貴族院多額納税者議員）[1]